# Long Island Recreation Park
Long Island Recreation Park är en park i Australien. Den ligger i delstaten South Australia, omkring 67 kilometer öster om delstatshuvudstaden Adelaide. Long Island Recreation Park ligger 8 meter över havet.
Närmaste större samhälle är Murray Bridge, nära Long Island Recreation Park. 
Trakten runt Long Island Recreation Park består till största delen av jordbruksmark. Runt Long Island Recreation Park är det glesbefolkat, med 10 invånare per kvadratkilometer. Genomsnittlig årsnederbörd är 513 millimeter. Den regnigaste månaden är juni, med i genomsnitt 86 mm nederbörd, och den torraste är december, med 16 mm nederbörd.